# Keysher Fuller
Keysher Fuller Spence (Puerto Limón, 17 luglio 1994) è un calciatore costaricano, difensore del Cartaginés e della nazionale costaricana.

## Carriera

### Club
Da Limón, Fuller era nell'accademia giovanile del Deportivo Saprissa. Fuller ha fatto il suo debutto nella squadra riserva della Seconda Divisione nel gennaio 2012. Nel 2016 si è trasferito al Club Sport Uruguay e una stagione dopo al Asociación Deportiva Municipal Grecia, dove è diventato un titolare fisso durante la stagione 2017-18. La sua forma per il Municipal Grecia ha portato il C.S. Herediano ad acquisire i suoi servizi nel marzo 2018. Nella sua prima stagione con Herediano ha vinto la CONCACAF League.

### Nazionale
Nato in Costa Rica, Fuller è di origine giamaicana. Ha fatto il suo debutto senior per la Costa Rica in un'amichevole contro gli Nazionale di calcio degli Stati Uniti d'America il 2 febbraio 2019. Il mese successivo, il 27 marzo, ha segnato il suo primo gol internazionale in una vittoria per 1-0 sulla Giamaica. Fuller ha anche rappresentato la Costa Rica alla 2021 CONCACAF Gold Cup.
Nel novembre 2022, Fuller è stato nominato nella squadra costaricana per la 2022 FIFA World Cup. Nella seconda partita del girone della Costa Rica il 27 novembre, ha segnato l'unico gol della partita in una vittoria per 1-0 sul Giappone.

## Statistiche

### Cronologia presenze e reti in nazionale
| Cronologia completa delle presenze e delle reti in nazionale ― Costa Rica | Cronologia completa delle presenze e delle reti in nazionale ― Costa Rica | Cronologia completa delle presenze e delle reti in nazionale ― Costa Rica | Cronologia completa delle presenze e delle reti in nazionale ― Costa Rica | Cronologia completa delle presenze e delle reti in nazionale ― Costa Rica | Cronologia completa delle presenze e delle reti in nazionale ― Costa Rica | Cronologia completa delle presenze e delle reti in nazionale ― Costa Rica | Cronologia completa delle presenze e delle reti in nazionale ― Costa Rica |
| Data                                                                      | Città                                                                     | In casa                                                                   | Risultato                                                                 | Ospiti                                                                    | Competizione                                                              | Reti                                                                      | Note                                                                      |
| ------------------------------------------------------------------------- | ------------------------------------------------------------------------- | ------------------------------------------------------------------------- | ------------------------------------------------------------------------- | ------------------------------------------------------------------------- | ------------------------------------------------------------------------- | ------------------------------------------------------------------------- | ------------------------------------------------------------------------- |
| 2-2-2019                                                                  | San Jose                                                                  | Stati Uniti                                                               | 2 – 0                                                                     | Costa Rica                                                                | Amichevole                                                                | -                                                                         | 53’                                                                       |
| 27-3-2019                                                                 | San José                                                                  | Costa Rica                                                                | 1 – 0                                                                     | Giamaica                                                                  | Amichevole                                                                | 1                                                                         | 72’                                                                       |
| 25-6-2019                                                                 | Harrison                                                                  | Haiti                                                                     | 2 – 1                                                                     | Costa Rica                                                                | Gold Cup 2019 - 1º Turno                                                  | -                                                                         |                                                                           |
| 30-6-2019                                                                 | Houston                                                                   | Messico                                                                   | 1 – 1 (6 - 5 dtr)                                                         | Costa Rica                                                                | Gold Cup 2019 - Quarti di finale                                          | -                                                                         | 61’                                                                       |
| 7-9-2019                                                                  | San José                                                                  | Costa Rica                                                                | 1 – 2                                                                     | Uruguay                                                                   | Amichevole                                                                | -                                                                         | 41’                                                                       |
| 15-11-2019                                                                | Willemstad                                                                | Curaçao                                                                   | 1 – 2                                                                     | Costa Rica                                                                | CONCACAF Nations League 2019-2020 - 1º Turno                              | -                                                                         | 69’ 88’                                                                   |
| 18-11-2019                                                                | San Juan                                                                  | Costa Rica                                                                | 1 – 1                                                                     | Haiti                                                                     | CONCACAF Nations League 2019-2020 - 1º Turno                              | -                                                                         |                                                                           |
| 1-2-2020                                                                  | Carson                                                                    | Stati Uniti                                                               | 1 – 0                                                                     | Costa Rica                                                                | Amichevole                                                                | -                                                                         |                                                                           |
| 27-3-2021                                                                 | Zenica                                                                    | Bosnia ed Erzegovina                                                      | 0 – 0                                                                     | Costa Rica                                                                | Amichevole                                                                | -                                                                         |                                                                           |
| 30-3-2021                                                                 | Wiener Neustadt                                                           | Costa Rica                                                                | 0 – 1                                                                     | Messico                                                                   | Amichevole                                                                | -                                                                         |                                                                           |
| 4-6-2021                                                                  | Commerce City                                                             | Messico                                                                   | 0 – 0 (5 - 4 dtr)                                                         | Costa Rica                                                                | CONCACAF Nations League 2019-2020 - Semifinale                            | -                                                                         |                                                                           |
| 7-6-2021                                                                  | Commerce City                                                             | Honduras                                                                  | 2 – 2 (5 - 4 dtr)                                                         | Costa Rica                                                                | CONCACAF Nations League 2019-2020 - Finale 3º posto                       | -                                                                         |                                                                           |
| 10-6-2021                                                                 | Sandy                                                                     | Stati Uniti                                                               | 4 – 0                                                                     | Costa Rica                                                                | Amichevole                                                                | -                                                                         | 76’                                                                       |
| 13-7-2021                                                                 | Orlando                                                                   | Costa Rica                                                                | 3 – 1                                                                     | Guadalupa                                                                 | Gold Cup 2021 - 1º Turno                                                  | -                                                                         |                                                                           |
| 17-7-2021                                                                 | Orlando                                                                   | Suriname                                                                  | 1 – 2                                                                     | Costa Rica                                                                | Gold Cup 2021 - 1º Turno                                                  | -                                                                         |                                                                           |
| 21-7-2021                                                                 | Orlando                                                                   | Costa Rica                                                                | 1 – 0                                                                     | Giamaica                                                                  | Gold Cup 2021 - 1º Turno                                                  | -                                                                         |                                                                           |
| 26-7-2021                                                                 | Arlington                                                                 | Costa Rica                                                                | 0 – 2                                                                     | Canada                                                                    | Gold Cup 2021 - Quarti di finale                                          | -                                                                         |                                                                           |
| 6-9-2021                                                                  | San José                                                                  | Costa Rica                                                                | 0 – 1                                                                     | Messico                                                                   | Qual. Mondiali 2022                                                       | -                                                                         | 81’                                                                       |
| 11-10-2021                                                                | San José                                                                  | Costa Rica                                                                | 2 – 1                                                                     | El Salvador                                                               | Qual. Mondiali 2022                                                       | -                                                                         |                                                                           |
| 14-10-2021                                                                | Columbus                                                                  | Stati Uniti                                                               | 2 – 1                                                                     | Costa Rica                                                                | Qual. Mondiali 2022                                                       | 1                                                                         | 84’                                                                       |
| 13-11-2021                                                                | Edmonton                                                                  | Canada                                                                    | 1 – 0                                                                     | Costa Rica                                                                | Qual. Mondiali 2022                                                       | -                                                                         | 64’                                                                       |
| 17-11-2021                                                                | San José                                                                  | Costa Rica                                                                | 2 – 1                                                                     | Honduras                                                                  | Qual. Mondiali 2022                                                       | -                                                                         |                                                                           |
| 28-1-2022                                                                 | San José                                                                  | Costa Rica                                                                | 1 – 0                                                                     | Panama                                                                    | Qual. Mondiali 2022                                                       | -                                                                         |                                                                           |
| 31-1-2022                                                                 | Città del Messico                                                         | Messico                                                                   | 0 – 0                                                                     | Costa Rica                                                                | Qual. Mondiali 2022                                                       | -                                                                         | 39’                                                                       |
| 25-3-2022                                                                 | San José                                                                  | Costa Rica                                                                | 1 – 0                                                                     | Canada                                                                    | Qual. Mondiali 2022                                                       | -                                                                         |                                                                           |
| 27-3-2022                                                                 | San Salvador                                                              | El Salvador                                                               | 1 – 2                                                                     | Costa Rica                                                                | Qual. Mondiali 2022                                                       | -                                                                         | 73’                                                                       |
| 5-6-2022                                                                  | San José                                                                  | Costa Rica                                                                | 2 – 0                                                                     | Martinica                                                                 | CONCACAF Nations League 2022-2023 - 1º Turno                              | -                                                                         | 45’                                                                       |
| 14-6-2022                                                                 | Doha                                                                      | Costa Rica                                                                | 1 – 0                                                                     | Nuova Zelanda                                                             | Qual. Mondiali 2022                                                       | -                                                                         | 45’                                                                       |
| 23-9-2022                                                                 | Goyang                                                                    | Corea del Sud                                                             | 2 – 2                                                                     | Costa Rica                                                                | Amichevole                                                                | -                                                                         | 78’                                                                       |
| 27-9-2022                                                                 | Suwon                                                                     | Uzbekistan                                                                | 1 – 2                                                                     | Costa Rica                                                                | Amichevole                                                                | -                                                                         | 36’                                                                       |
| 10-11-2022                                                                | San José                                                                  | Costa Rica                                                                | 2 – 0                                                                     | Nigeria                                                                   | Amichevole                                                                | -                                                                         | 59’ 89’                                                                   |
| 23-11-2022                                                                | Doha                                                                      | Spagna                                                                    | 7 – 0                                                                     | Costa Rica                                                                | Mondiali 2022 - 1º Turno                                                  | -                                                                         |                                                                           |
| 27-11-2022                                                                | Doha                                                                      | Giappone                                                                  | 0 – 1                                                                     | Costa Rica                                                                | Mondiali 2022 - 1º Turno                                                  | 1                                                                         |                                                                           |
| 1-12-2022                                                                 | Doha                                                                      | Costa Rica                                                                | 2 – 4                                                                     | Germania                                                                  | Mondiali 2022 - 1º Turno                                                  | -                                                                         | 74’                                                                       |
| 26-3-2023                                                                 | Fort-de-France                                                            | Martinica                                                                 | 1 – 2                                                                     | Costa Rica                                                                | CONCACAF Nations League 2022-2023 - 1º Turno                              | -                                                                         | 82’                                                                       |
| 29-3-2023                                                                 | San José                                                                  | Costa Rica                                                                | 0 – 1                                                                     | Panama                                                                    | CONCACAF Nations League 2022-2023 - 1º Turno                              | -                                                                         | 71’                                                                       |
| 16-6-2023                                                                 | Carson                                                                    | Costa Rica                                                                | 0 – 1                                                                     | Guatemala                                                                 | Amichevole                                                                | -                                                                         | 64’                                                                       |
| Totale                                                                    |                                                                           | Presenze                                                                  | 37                                                                        |                                                                           | Reti                                                                      | 3                                                                         |                                                                           |

## Palmarès

### Competizioni nazionali
- Campionato costaricano: 3

Herediano: Apertura 2018, Apertura 2019, Apertura 2021